# Trần Trinh Trạch

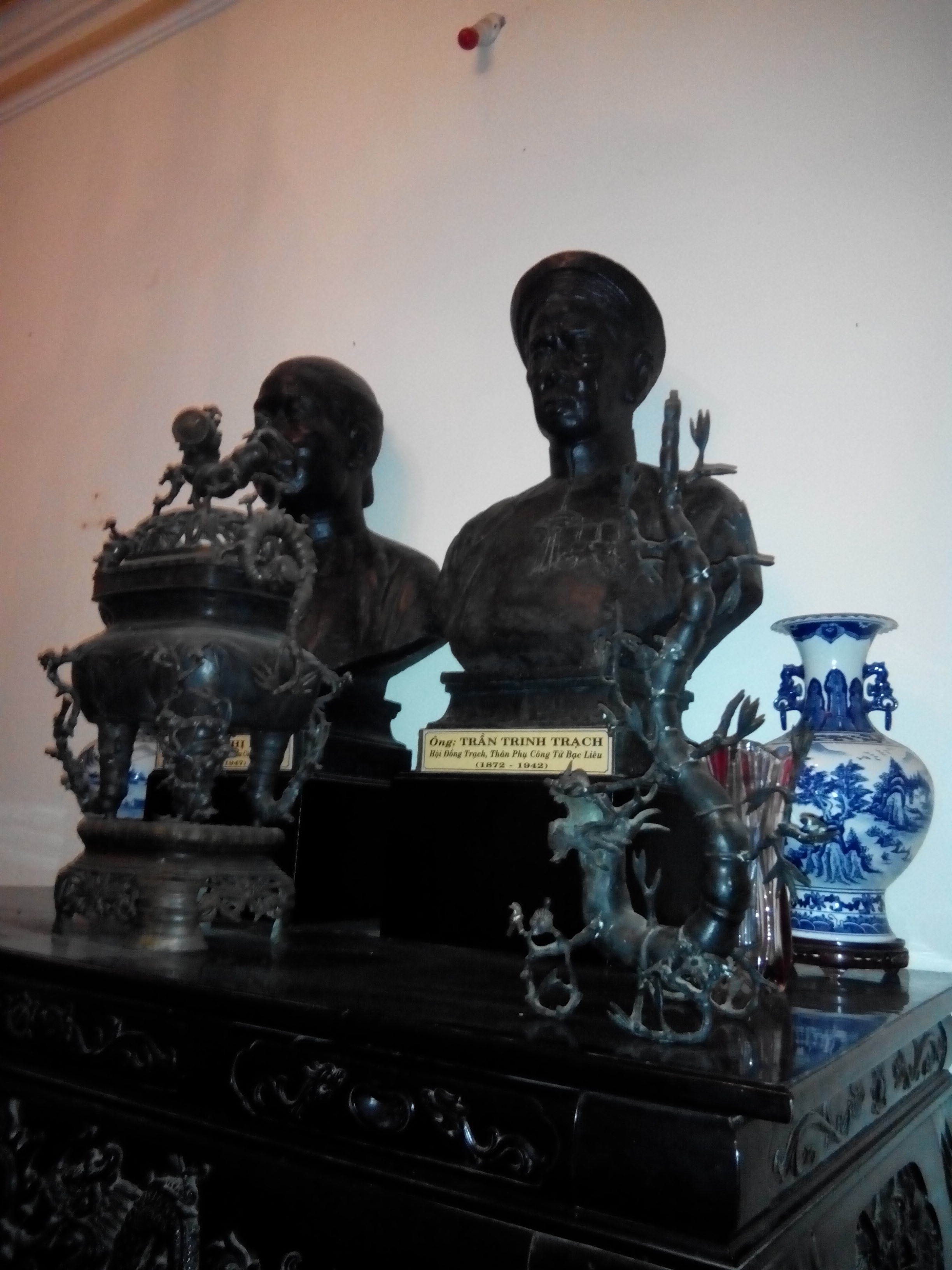
Tượng Hội đồng Trạch và vợ của ông.

Trần Trinh Trạch (chữ Hán: 陳貞澤; 25 tháng 08, 1872-28 tháng 10, 1942) hay thường gọi là Hội đồng Trạch, là một thương gia và chính trị người Việt Nam vào cuối thế kể 19, đầu thế kỷ 20. Ông nguyên là thành viên của Hội đồng Tư mật Nam kỳ (Conseil Privé), nguyên chánh hội trưởng và đồng sáng lập Ngân hàng Việt Nam - ngân hàng đầu tiên do chính người Việt Nam sáng lập và điều hành. Ông được coi là một trong "Tứ đại Phú hộ" của Sài Gòn.

## Tiểu sử
Trần Trinh Trạch là người gốc Minh Hương (Triều Châu), sinh ra trong một gia đình nghèo từ miệt Biên Hòa, Đồng Nai đến Bạc Liêu khai khẩn đất hoang. Khi mới 12-13 tuổi, ông phải đi làm mướn cho một điền chủ nhập quốc tịch Pháp. Theo lệ thực dân thời ấy, lẽ ra con của gia đình đó phải học tiếng Pháp, nhưng cậu chủ lại lười không chịu đi học, cho nên họ nhờ ông Trạch đi học thế, nhờ thế nên ông biết tiếng Pháp. Với vốn tiếng Pháp của mình, ông Trạch được làm viên chức cho tòa hành chính tỉnh Bạc Liêu, nên còn được người dân gọi là Thầy ký Trạch.
Năm 1895, trong thời gian làm thư ký điền địa ở tòa bố (tòa hành chánh) tỉnh Bạc Liêu, ông cưới Bà Phan Thị Muồi (1873-1947) là con gái thứ tư của bá hộ Bì (Phan Hộ Biết), người có đất ruộng nhiều nhất tỉnh Bạc Liêu, nổi danh là vua lúa gạo Nam Kỳ. Bá hộ Bì cho vợ chồng ông một sở đất ở riêng. Thầy ký Trạch thôi làm công chức, chuyển sang làm điền chủ. Nhờ vốn kiến thức, hiểu biết rõ về luật pháp đất đai, cộng với vốn liếng cha vợ giúp đỡ, ông tích tụ ruộng đất bằng cách thu mua đất đai của những địa chủ thất cơ lỡ vận. Ngoài ra, đất ruộng bá hộ Bì tách bộ (địa bạ) chia cho các con đều lần lượt lọt vào tay chàng rể thứ tư vì các con và rể khác của ông Bì đều ham mê cờ bạc, nên lần lượt đem đất đai cầm cố cho ông Trạch, và không chuộc được, nên đành mất luôn.
Từ ruộng đất, ông mở mang sang lĩnh vực làm muối và trở thành nhà cung cấp chi phối muối cho cả Nam Kỳ. Tương truyền, bấy giờ toàn tỉnh Bạc Liêu (gồm bốn quận Vĩnh Lợi, Cà Mau, Vĩnh Châu, Giá Rai) có 13 lô ruộng muối thì 11 lô là tài sản ông Trạch. 
Ở thời kỳ đỉnh cao, ông Trạch làm chủ 74 sở điền, 110.000 ha đất trồng lúa, thu dụng khoảng 90 từng khạo để thay mặt ông đi thu tô tức. Do đất đai mênh mông, không bị chia khoảnh vụn vặt nên Công tử Bạc Liêu (con thứ ba của ông Trạch) có thể dùng ca-nô đi thăm ruộng).
Về nhà cửa, ông Trạch sở hữu hai dãy phố lầu ở Bạc Liêu và một dãy phố lầu ở đường La Grandière ở Sài Gòn (sau là đường Gia Long, nay là đường Lý Tự Trọng).
Năm 1927, ông Trạch làm chánh hội trưởng của Ngân hàng Việt Nam, đây là ngân hàng đầu tiên do chính người Việt Nam sáng lập và điều hành, trụ sở đặt tại Sài Gòn. Chức chánh hội trưởng của ông Trạch tương đương với chức chủ tịch hội đồng quản trị ngân hàng ngày nay, Ông Huỳnh Đình Khiêm, nghiệp chủ ở Gò Công, làm hội trưởng danh dự. Ông Nguyễn Tân Văn, nghị viên Hội đồng Thành phố làm phó hội trưởng. Ông Nguyễn Văn Của, chủ nhà in, làm quản lý- tương đương chức Giám đốc ngân hàng ngày nay).
Với sự giàu có của mình, ông Trạch được coi là một trong "Tứ đại Phú hộ" của đất Sài Gòn, với câu nói truyền miệng trong dân gian: "nhất Sĩ, nhì Phương, tam Xường, tứ Trạch". (Tứ Trạch: tức Trần Trinh Trạch, được xếp thứ tư trong số 4 người giàu có ở Sài Thành).
Trần Trinh Trạch có bảy người con (ba trai, bốn gái). Người con trai thứ ba của ông là Trần Trinh Huy, người nổi tiếng với danh hiệu Công tử Bạc Liêu. Ông Huy là người mà ông Trạch kỳ vọng nhất, nhưng lại là một cậu ấm ăn chơi khét tiếng cả Nam Kỳ. Cả ba người con trai của ông Trạch với sẵn gia sản kếch sù của cha, đều mặc sức phung phá tiền của. Trái lại, vợ chồng hội đồng Trạch sống rất chuẩn mực, cần kiệm. Trần Trinh Trạch sống chí thú làm giàu và chung thủy với vợ, không phải là hạng người bướm ong, trăng gió.

## Qua đời
Ngày 28 tháng 10, năm 1942, đến cuối đời, sau khi mừng thọ tuổi thứ 70 được hơn 2 tháng, ông Trạch nói với cậu Huy đưa xuống Sài Gòn đổi gió, dối già. Thấy cha muốn đi nghỉ ngơi, cậu Huy đã đồng ý đưa ba đi. Xuống Sài Gòn, cậu bắt đầu cho cha đi du lịch. Theo dự kiến sẽ đi tham quan sở thú, đi lên tòa nhà Majestic cao nhất Sài Gòn để ngắm thành phố rồi đi tắm biển Long Hải, Vũng Tàu, đi lên nghỉ ngơi ở thành phố sương mù Đà Lạt. Tuy nhiên, sau khi đi biển Long Hải về, vì tắm biển lâu nên ông Trạch bị cảm lạnh. Cậu ba Huy đã mời bác sĩ về nhà nhưng cảm lạnh bị biến chứng sâu, do tuổi cao, sức đề kháng kém nên ông Hội đồng Trạch đã tắt thở ở Sài Gòn.
Cậu Huy sợ anh chị em, gia tộc trách mắng vì cái chết bất đắc kỳ tử của ông Hội đồng nên đã lái xe đưa ông Trạch về Bạc Liêu ngay trong đêm hôm đó. Trên quãng đưỡng 300 km từ Sài Gòn về Bạc Liêu, cậu Huy chèn gối đặt ông Trạch ngồi ngay ngắn, để không ai biết ông đã chết. Chỉ đến khi về đến dinh thự, mọi chuyện rối ren, người ta mới hay ông Trạch đã qua đời. Linh cữu ông Trạch quàn ở dinh thự của ông bên sông Bạc Liêu (xây năm 1919, nay là khách sạn Bạc Liêu)
Đám tang của ông Hội đồng Trần Trinh Trạch do cậu ba Huy làm trưởng ban. Cậu ba thuê hẳn một nhiếp ảnh gia có tiếng ở Bạc Liêu chịu trách nhiệm chụp ảnh ghi lại khoảnh khắc đám tang từ đầu đến cuối, từ nhà lớn đến nghĩa trang gia tộc ở Cái Dày. Áo quan của ông Hội đồng được làm bằng cây huỳnh đàn là thứ gỗ thượng hảo hạng lúc bấy giờ. Đám tang có dàn nhạc Ta, Tiều, Miên khiến không khí không còn trầm uất như các gia đình khác. Gia đình ông Trạch đã chi rất nhiều tiền để làm cỗ thiết đãi người đến viếng trong suốt 7 ngày, 7 đêm. Bạt căng ra tận bờ sông. Khách đến viếng sẽ được gia nhân dọn cỗ bàn đàng hoàng. Đám tang ông Hội đồng còn có rất nhiều ăn mày từ các tỉnh lân cận đi về. Họ có cơ hội ăn uống ngon miệng ngày 2 bữa. Với những người dân Bạc Liêu, đám tang của cha công tử Bạc Liêu có đến mấy ngàn người đưa tiễn. Khi xe tang đã đến nghĩa trang gia tộc cách thành phố 5 km nhưng đoàn người từ thị xã Bạc Liêu lúc đó vẫn nối dài nhau.